# Yicheng, Xiangyang
Yicheng, tidigare romaniserat Icheng, är en stad på häradsnivå som lyder under Xiangyangs stad på prefekturnivå i Hubei-provinsen i centrala Kina.
Yicheng var under tiden för De stridande staterna sekundär huvudstad för feodalstaten Chu och hade då namnet Yan (鄢). Yan erövrades 279 f.Kr. av feodalstaten Qin under Slaget vid Yan och Ying. Under slaget erövrades även huvudstaden Ying, och efter slaget blev det erövrade landet permanent territorium för Qin, och Chu blev kraftigt försvagat.